# Harry Schreurs
Henricus Hubertus (Harry) Schreurs (Roermond, 11 december 1901 – Roermond, 16 oktober 1973) was een Nederlands voetballer die als middenvelder speelde.
Schreurs speelde bij RFC Roermond en kwam in 1928 tweemaal voor het Nederlands voetbalelftal uit. Hij maakte ook deel uit van de selectie voor de Olympische Zomerspelen in 1928 maar kwam niet in actie. Later bleef hij bij RFC betrokken, onder meer als bestuurslid en lid van de elftalcommissie. Begin 1945 werd hij door de Duitse bezetter ingezet voor de arbeidsinzet in Duitsland. Hij was afkomstig uit een tuindersgezin en startte zelf een sigarenzaak in Roermond. In Roermond is een straat naar hem vernoemd.